# Katafrakt

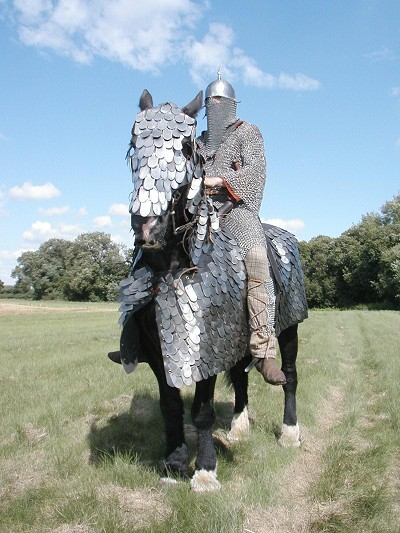
Een Sassanidisch katafrakt.

Een katafrakt (van het Griekse kataphraktos, κατάφρακτος) is een zwaar gepantserde ruiter uit de laatantieke en vroegmiddeleeuwse tijd.
Katafrakten werden ingezet in de Romeinse en Byzantijnse cavalerie. De ruiter en zijn paard werden beschut met behulp van schubben, ketens of lamellen. De uitvinders van de katafrakt waren de Sarmaten en de Parthen. De zwaarste vorm van gepantserde ruiter noemt men een clibanarius. Er waren verschillende vormen van katafrakten. Wat ze gemeen hadden is dat ze zware stootlansen gebruikten evenals zware wapens zoals slagzwaarden. De Sassanidische Perzen of Sassaniden gebruikten bijvoorbeeld ook kamelen en dromedarisen, wegens hun uitzonderlijke spierkracht. De eerder genoemde Sarmaten gebruikten ongepantserde paarden en schubbenpantsers van (paarden)hoeven of ijzer. Katafrakten waren bedoeld om vijandelijke linies te breken en werden meestal ondersteund door boogschutters te paard. 
Als voorlopers van katafrakten worden bijvoorbeeld de hetairoi ( van het Grieks ´εταιρος, vriend) genoemd. Zij gebruikten echter lichte speren, waarmee ze toestaken, in plaats van op de vijand in te rijden.